# Halasana
 (février 2012).
Si vous disposez d'ouvrages ou d'articles de référence ou si vous connaissez des sites web de qualité traitant du thème abordé ici, merci de compléter l'article en donnant les références utiles à sa vérifiabilité et en les liant à la section « Notes et références ».

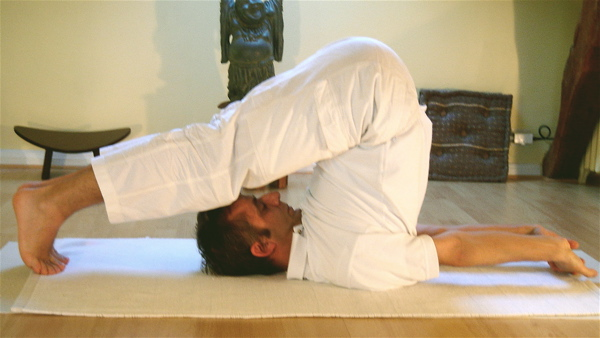
Halasana.

Halasana ou posture de la charrue (hala signifie charrue en sanskrit) est une posture de yoga souvent  effectuée après Sarvangasana.

## Description
- À partir de Sarvangasana, relâchez le blocage du sternum contre le menton, abaissez légèrement le buste en plaçant les jambes et les bras au-delà de la tête et en posant les orteils sur le sol.
- Verrouillez les genoux en tirant vers le haut les muscles de l’arrière des genoux et des cuisses, puis montez le buste et le bassin.
- Placez les mains au milieu du dos et installez votre buste pour qu’il soit perpendiculaire au sol.
- Étirez les bras sur le sol dans la direction opposée à celle des jambes. Accrochez les pouces entre eux et tendez les bras et les jambes.
- Croisez les doigts et tournez les poignets afin que les pouces soient posés sur le sol. Il est recommandé, lorsque l’on croise les doigts, d’intervertir le croisement. Par exemple, si le pouce droit est plus près du sol, il s’agit de recroiser les doigts avec le pouce gauche en bas pendant une durée équivalente. Cela favorise le développement harmonieux et la souplesse des épaules, des coudes et des poignets.
- Restez dans la position pendant 1 à 5 minutes en respirant normalement.
- Relâchez les mains. Montez les jambes en sarvangasana et progressivement redescendez au sol.
- Étendez-vous sur le dos et relaxez-vous[1].

## Effets éventuels
Les effets de Halasana seraient similaires à ceux de Sarvangasana. En plus de stimuler la thyroïde et de réguler ainsi le système hormonal, cette posture, particulièrement puissante et tonique pour la colonne vertébrale, pourrait favoriser une meilleure circulation sanguine dans les centres nerveux situés à proximité de la colonne
Elle pourrait soulager les personnes souffrant de raideurs des épaules et des coudes, ainsi que le lumbago et l’arthrite du dos. Assurant une meilleure irrigation cérébrale, la sphère ORL est protégée (rhume, sinusite etc.). Les organes abdominaux sont contractés, les viscères stimulés, ce qui améliore la digestion. 
Enfin, la posture peut être bénéfique pour les personnes ayant tendance à avoir une tension artérielle trop élevée. Elles pratiqueront alors l'Halasana pendant au moins trois minutes avant de pratiquer le Sarvangasana. L'Halasana, rendant le dos plus souple et mobile, est une posture préparant à la Pascimottanasana.
Tout comme la Sarvangasana, il convient de ne jamais se passer de l'avis d'un médecin avant d'aborder la pratique des postures du haṭha yoga.